# 1911年の日本
1911年の日本（1911ねんのにほん）では、1911年（明治44年）の日本の出来事・流行・世相などについてまとめる。

## 他の紀年法
日本では、西暦の他にも以下の紀年法を使用している。なお、以下の紀年法は西暦と月日が一致している。
- 元号
  - 明治44年
- 神武天皇即位紀元
  - 皇紀2571年
- 干支
  - 辛亥（かのと い）

## 在職者
- 天皇: 睦仁

## できごと

### 1月
- 1月12日 - テオドール・エードラー・フォン・レルヒが、新潟県高田（現在の上越市高田）陸軍歩兵連隊の青年将校に、日本で初めてスキーの指導を行なったとされる。
- 1月18日 - 大逆事件の裁判で幸徳秋水ら被告全24人に、大審院が死刑判決を下す（1月19日に12人が無期懲役に減刑）。
- 1月19日
  - 読売新聞が社説で国定教科書における南北朝並立の記述を批判、いずれの皇統が正当かをめぐり帝国議会での論争に発展。（南北朝正閏問題）
  - 千里眼の能力を持つとされ注目されていた御船千鶴子が自殺。この約1か月後に同じく千里眼能力を持つとされた長尾郁子も病死し、千里眼事件は下火となり収束していく。
- 1月24日 - 大逆事件で幸徳秋水ら11人の死刑執行（1月25日に管野スガも死刑執行）。
- 1月30日 - 西田幾多郎『善の研究』

### 2月
- 2月1日 - 徳冨蘆花、一高で「謀叛論」と題する講演を行う。
- 2月21日
  - 日米通商航海条約が調印され、日本の関税自主権が回復される。これにより条約改正が完了。
  - 夏目漱石、博士号を辞退する。

### 3月
- 3月1日 - 帝国劇場開場（日本初の洋式劇場）。
- 3月11日 - 日本で普通選挙法が衆議院で可決される。
- 3月29日 - 日本初の労働法である工場法 (日本)が公布。

### 4月
- 4月1日 - 大分県大分町が市制を施行し大分市となる。
- 4月9日 - 東京市浅草区の吉原遊廓から出火し大規模火災となる。
- 4月10日 - 第1回帝国菓子飴大品評会（後の全国菓子大博覧会）開催（東京赤坂）

### 6月
- 6月5日 - 九州電気軌道（のちの西鉄北九州線）開業。
- 6月15日 - 喜界島地震発生、12名が犠牲となる。
- 6月20日 - 島原鉄道が開業。

### 7月
- 7月13日 - 第3次日英同盟協約締結。

### 8月
- 8月8日 - 稗田山崩れが発生。長野県小谷村の稗田山が大崩壊。日本における20世紀最大級の土砂災害となる。
- 8月20日 - 王子電気軌道（現在の都電荒川線の前身）が開業。
- 8月29日 - 東京朝日新聞が「野球と其害毒」連載を開始、9月22日まで22回に渡って野球に対するネガティブ・キャンペーンを展開する。
- 8月30日 - 第2次西園寺内閣成立。

### 9月
- 9月1日 - 文芸誌「青鞜」創刊（平塚らいてうら）

### 11月
- 11月1日 - 鉄道院豊州本線（現・九州旅客鉄道（JR九州）日豊本線）別府駅 - 大分駅間開業。
- 11月18日・19日 - 日本初のオリンピック代表選考会「国際オリムピック大会選手予選会」が開催される[1]。
- 11月某日 - フランス映画『ジゴマ』日本公開、大ヒット。

### 12月
- 12月23日 - 第28議会召集

### 日付不詳
- 徳田秋声『黴』
- 臨時緯度観測所が万国緯度中央局となる。
- 日本陸軍が大阪砲兵工廠で甲号自動貨車、東京砲兵工廠で乙号自動貨車を完成させた。その自動貨車は、青島要塞攻撃の銃砲の砲弾輸送に活躍した[2]。

### 事件・事故・災害
- 1月18日から25日：幸徳事件の死刑執行
- 4月9日：吉原大火
- 6月15日：喜界島地震
- 8月8日：稗田山崩れ
- 11月1日：東洋捕鯨鮫事業所焼討事件

- 105人事件

## 話題
- 1911年の日本のスポーツ[カテゴリ 1]
  - 11月18、19日：国際オリムピック大会選手予選会
  - 1911年の相撲
    - 新橋倶楽部事件

  - 1911年の日本の野球
    - 野球害毒論

## 誕生

### 1月
- 1月1日 - 小川年安、プロ野球選手（+ 1944年）
- 1月3日 - 吉田義夫、俳優（+ 1986年）
- 1月11日 - 鈴木善幸、第70代内閣総理大臣（+ 2004年）
- 1月13日 - 森雅之、俳優（+ 1973年）
- 1月15日 - 森一生、映画監督（+ 1989年）
- 1月16日 - 田中勝、陸軍軍人・二・二六事件の参加将校の一人（+ 1936年）
- 1月18日 - 坂田昌一、物理学者（+ 1970年）
- 1月23日 - 廣安美代子、スーパーセンテナリアン・日本国内最高齢者（+ 2025年）
- 1月25日 - メイ牛山、美容家（+ 2007年）
- 1月26日 - 柴田勝治、アマチュアボクシング選手 (+ 1994年)
- 1月29日 - 中一弥、画家（+ 2015年）

### 2月
- 2月4日 - 金原まさ子、俳人（+ 2017年）
- 2月5日 - 中村光夫、文芸評論家（+ 1988年）
- 2月7日 - 入江たか子、女優（+ 1995年）
- 2月10日 - 宗道臣、武道家・少林寺拳法の開祖（+ 1980年）
- 2月15日 - 淀井敏夫、彫刻家（+ 2005年）
- 2月18日 - 加東大介、俳優（+ 1975年）
- 2月24日 - 伊藤清永、洋画家（+ 2001年）
- 2月25日 - 伊達正男、野球選手（+ 1992年）
- 2月26日 - 岡本太郎、芸術家（+ 1996年）

### 3月
- 3月1日 - 西山夘三、建築学者・建築家（+ 1994年）
- 3月6日 - 守山四郎、スーパーセンテナリアン・北海道内の明治生まれ男性最後の生き残り（+ 2022年）
- 3月22日 - 田畑茂二郎、国際法学者（+ 2001年）
- 3月25日 - 村上アヤメ、日本初の女性バスガイド（+ 2009年）
- 3月26日 - 内出好吉、映画監督（+ 1994年）
- 3月30日 - 佐田豊、俳優 （+ 2017年）

### 4月
- 4月8日 - 藤山一郎、歌手（+ 1993年）
- 4月9日 - 野間省一、元講談社社長（+ 1984年）
- 4月25日 - 川村徳久、プロ野球選手（+ 1944年）
- 4月28日 - 瑛九、画家・版画家・写真家（+ 1960年）

### 5月
- 5月4日 - 古谷倉之助、プロ野球選手（+ 1961年）
- 5月5日 - 市古貞次、国文学者（+ 2004年）
- 5月7日 - 本多猪四郎、映画監督（+ 1993年）
- 5月7日 - 柄沢とし子、政治家（+ 2013年）
- 5月15日 - 丹羽兵助、政治家（+ 1990年）
- 5月18日 - 深作清次郎、政治活動家（+ 1987年）
- 5月21日 - 北林谷栄、女優、声優（+ 2010年）
- 5月27日 - 三井理峯、政治運動家（+ 2002年）

### 6月
- 6月4日 - 島岡吉郎、アマチュア野球指導者（+ 1989年）
- 6月7日 - 村川幸信、プロ野球選手（+ 没年不明）
- 6月14日 - 木暮安太郎、郷土史家（+ 2008年）
- 6月16日 - 煤孫伝、プロ野球選手（+ 没年不明）
- 6月24日 - 中垣國男、政治家、元法務大臣（+ 1987年）
- 6月25日 - 杉浦幸雄、漫画家（+ 2004年）
- 6月26日 - 柴田トヨ、詩人（+ 2013年）

### 7月
- 7月8日 - 由利聖子、児童文学作家（+ 1943年）
- 7月19日 - 平桝敏男、プロ野球選手（+ 1971年）

### 8月
- 8月5日 - 田宮虎彦、小説家（+ 1988年）
- 8月17日 - 本田親喜、プロ野球選手（+ 1989年）
- 8月20日 - 灰田勝彦、歌手・ウクレレ奏者（+ 1982年）
- 8月28日 - 角谷静夫、数学者（+ 2004年）

### 9月
- 9月9日 - 吉村公三郎、映画監督（+ 2000年）
- 9月13日 - 尾留川正平、地理学者[3]（+ 1978年[4]）
- 9月18日 - 坂井時忠、元兵庫県知事（+ 1990年）
- 9月20日 - 関孝二、映画監督（+ 没年不明）
- 9月20日 - 椎崎二郎、大日本帝國陸軍軍人(最終階級:陸軍中佐)・宮城事件の首謀者(失敗して自決)（+ 1945年）
- 9月24日 - 巖金四郎、俳優、声優、朗読家（+ 1994年）
- 9月26日 - 尾高尚忠、作曲家（+ 1951年）

### 10月
- 10月1日 - 阿部なを、料理研究家（+ 1996年）
- 10月1日 - 椎名麟三、小説家（+ 1973年）
- 10月4日 - 日野原重明、医師、聖路加国際病院名誉院長（+ 2017年）
- 10月9日 - 永野治、元海軍技術少佐、航空技術者（+ 1998年）
- 10月10日 - 本名武、政治家（+ 1994年）
- 10月18日 - 花沢徳衛、俳優（+ 2001年）
- 10月20日 - 石津謙介、ファッションデザイナー（+ 2005年）
- 10月25日 - 花森安治、編集者・ジャーナリスト（+ 1978年）

### 11月
- 11月1日 - 富田仲次郎、俳優（+ 1990年）
- 11月5日 - 琴糸路、女優（+ 1956年）
- 11月6日 - 薗部儀三郎、スーパーセンテナリアン・日本国の男性最高齢者だった人物（+ 2024年）
- 11月7日 - 高田浩吉、俳優・歌手（+ 1998年）
- 11月17日 - 鹿内信隆、実業家（+ 1990年）
- 11月21日 - 三原脩、プロ野球選手（+ 1984年）
- 11月21日 - 斎藤英四郎、実業家、経済団体連合会第6代会長（+ 2002年）
- 11月21日 - 塩見力、野球選手（+ 没年不明）
- 11月30日 - 森有正、哲学者・フランス文学者（+ 1976年）
- 11月30日 - 田村泰次郎、小説家（+ 1983年）

### 12月
- 12月9日 - 瀬島龍三、元陸軍軍人、経営者（+ 2007年[5]）
- 12月10日 - ジミー原田、ジャズドラマー（+ 1995年）
- 12月23日 - 村上冬樹、俳優（+ 2007年）
- 12月26日 - 宣仁親王妃喜久子、日本の皇族 高松宮宣仁親王妃、徳川慶喜の孫（+ 2004年）

### 日付不詳
- 日付不詳 - 若松幸禧、日本陸軍軍人、陸軍航空隊のエースパイロットの一人。存命中に少佐まで昇進。（+ 1944年）

## 死去

### 1月
- 1月8日 - 名倉太郎馬、農事指導家（* 1840年）
- 1月11日 - 堀田正倫、佐倉藩主・華族（* 1851年）
- 1月19日 - 御船千鶴子、千里眼の能力があるとされた超能力者（* 1886年）
- 1月20日 - 雨宮敬次郎、実業家・投資家（* 1846年）
- 1月24日 - 奥宮健之、社会運動家（* 1857年）
- 1月24日 - 幸徳秋水、ジャーナリスト・思想家・社会主義者・アナキスト（* 1871年）

### 2月
- 2月3日 - 島地黙雷、僧（* 1838年）
- 2月18日 - 岩城隆邦、亀田藩主・華族（* 1844年）
- 2月26日 - 長尾郁子、千里眼の能力があるとされた超能力者（* 1871年）

### 3月
- 3月6日 - 内藤政養、湯長谷藩主（* 1857年）
- 3月25日 - 青木繁、洋画家（* 1882年）

### 4月
- 4月30日 - 酒井忠匡、松山藩主（* 1856年）

### 5月
- 5月7日 - 有村直吉、元力士（*1871年）
- 5月9日 - 堀田正養、近江宮川藩主・逓信大臣・華族（* 1848年）
- 5月13日 - 谷干城、武士・軍人・陸軍士官学校長・学習院院長・農商務大臣・貴族院議員・華族（* 1837年）

### 6月
- 6月11日 - 大野右仲、武士・新選組隊士（* 1837年）
- 6月13日 - 篠原泰之進、新選組隊士・御陵衛士（* 1828年）
- 6月15日 - 大鳥圭介、幕臣・官僚・華族・学習院院長（* 1833年）
- 6月29日 - 内藤魯一、自由民権運動家・衆議院議員（* 1846年）

### 8月
- 8月22日 - 永田方正、教育者（* 1838年）

### 9月
- 9月6日 - 下瀬雅允、発明家・工学博士（* 1860年）
- 9月11日 - 市川團蔵、歌舞伎役者（* 1836年）
- 9月16日 - 菱田春草、日本画家（* 1874年）
- 9月28日 - 香川松石、書道家・教諭（* 1844年）

### 10月
- 10月3日 - 土岐頼知、沼田藩主・華族（* 1848年）
- 10月3日 - 鳩山和夫、弁護士・衆議院議長・東京専門学校校長（* 1856年）
- 10月26日 - 長瀬富郎、花王創業者（* 1863年）

### 11月
- 11月11日 - 川上音二郎、俳優（* 1864年）
- 11月26日 - 小村寿太郎、官僚・外務大臣・華族（* 1855年）